# 園丁

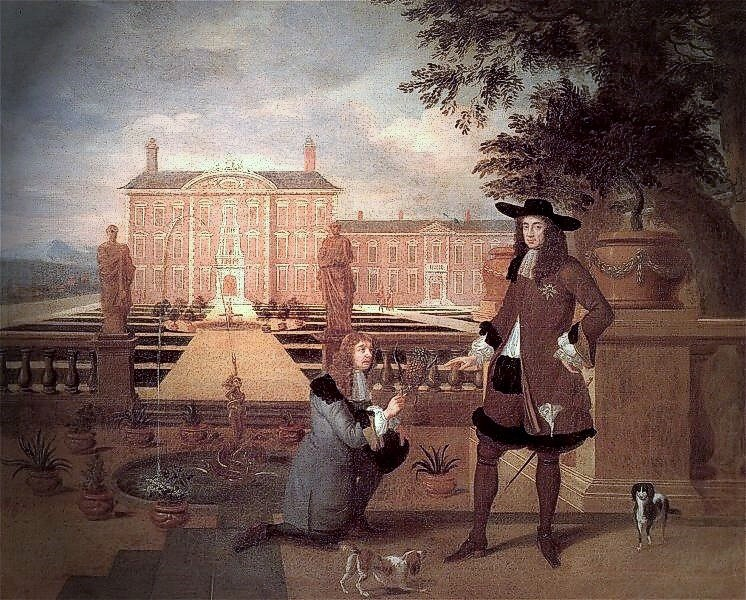
亨德里克·丹克茨 (Hendrick Danckerts)，《皇家园丁约翰·罗斯和国王查理二世》，1675年

园丁（英語：gardener）是指从事园艺工作的人，无论是专业的还是作为业余爱好的。园丁是任何参与园艺的人，可以说是最古老的职业，从住宅花园的爱好者、用小菜园或果园补充家庭食物的房主，到植物苗圃或植物园的雇员，再到一个大庄园的首席园丁，都可以稱為園丁。